# Redningsflåde
En redningsflåde er en oppustelig flåde, der benyttes til sikkerhed til søs. 
En redningsflåde bliver brugt på både og mindre skibe, hvor de enten bliver opbevaret i en lille container eller en taske. De kan fås i mange forskellige størrelser, og med eller uden tag. En tommelfingerregel for hvor mange personer en redningsflåde kan bruges til er at, man siger minimum en kvadratmeter pr. person. De pustes automatisk op ved brug af en hydrostatiske udløser eller man kan puste dem op manuelt. Forskellen på en redningsflåde og en redningsbåd er at, redningsflåden altid er oppustelig, mens en redningsbåd er en rigtig båd. En redningsflåde har ikke motor, men er udelukkende designet til at holde mennesker flydende i overfladen. En redningsbåd kan bruges til at hjælpe andre mennesker i nød, mens en redningsflåde bliver brugt af de mennesker som er i nød. 
En redningsflåde kan være selvoprettende, alt efter hvilken model det er. En selvoprettende redningsflåde kan rette sig selv op, så den ligger med den rigtige side op. Hvis det skulle ske, at skibet synker meget hurtigt og redningsflåden ikke når at blive søsat, kan redningsflåden automatisk frigøre sig fra skibet, puste sig op og stige op til overfladen. Denne funktion aktiveres ved hjælp af den hydrostatiske udløser enhed.
Tidligere, indtil engang efter 2. Verdenskrig, brugte man de såkaldte carley-flåder, der blev båret oppe af en sektionsopdelt oval ring af metalrør beklædt med kork eller kapok. Bunden udgjordes af malet sejldug. Disse flåder skulle ikke pustes op ligesom de var ret holdbare over for sprængstykker på grund af rumopdelingen og korken eller kapokken. De kunne også kastes i søen meget hurtigt.